# ヨーマン・ロドリゲス
ヨーマン・ホセ・ロドリゲス（Yorman Jose Rodriguez, 1992年8月15日 - ）は、ベネズエラ・アラグア州オクマレ・デラコスタ出身のプロ野球選手（外野手）。右投右打。現在は、フリーエージェント（FA）。

## 経歴
2008年にシンシナティ・レッズと契約を結び、翌2009年からキャリアをスタートさせた。
2012年オフに40人枠に登録された。
2014年9月2日にメジャー初昇格し、4日のボルチモア・オリオールズ戦でメジャーデビューを果たした。
2015年はAAA級のルイビル・バッツに所属し、85試合の出場で打率.269・10本塁打・41打点・4盗塁という打撃成績を記録。メジャーに昇格する可能性もあったが、左脹脛痛の影響で7月に離脱した為、叶わなかった。しかし、マイナーリーグの打撃コーチからはお墨付きをもらった。
2016年は前年同様、左脹脛痛で長期離脱となり、A+級デイトン・ドラゴンズで11試合の出場にとどまった。10月28日に40人枠となった後、11月7日にFAとなった。

## 詳細情報

### 年度別打撃成績
| 年 度    | 球 団    | 試 合 | 打 席 | 打 数 | 得 点 | 安 打 | 二 塁 打 | 三 塁 打 | 本 塁 打 | 塁 打 | 打 点 | 盗 塁 | 盗 塁 死 | 犠 打 | 犠 飛 | 四 球 | 敬 遠 | 死 球 | 三 振 | 併 殺 打 | 打 率 | 出 塁 率 | 長 打 率 | O P S |
| -------- | -------- | ----- | ----- | ----- | ----- | ----- | -------- | -------- | -------- | ----- | ----- | ----- | -------- | ----- | ----- | ----- | ----- | ----- | ----- | -------- | ----- | -------- | -------- | ----- |
| 2014     | CIN      | 11    | 29    | 27    | 3     | 6     | 0        | 0        | 0        | 6     | 2     | 0     | 1        | 0     | 0     | 1     | 0     | 1     | 12    | 0        | .222  | .276     | .222     | .498  |
| MLB：1年 | MLB：1年 | 11    | 29    | 27    | 3     | 6     | 0        | 0        | 0        | 6     | 2     | 0     | 1        | 0     | 0     | 1     | 0     | 1     | 12    | 0        | .222  | .276     | .222     | .498  |

### 背番号
- 33（2014年）